# فياتشيسلاف رافيكوف
فياتشيسلاف رافيكوف هو لاعب كرة قدم روسي في مركز الوسط، ولد في 19 مارس 1986. لعب مع أنجي محج قلعة وشينيك ياروسلافل ونادي سكا ونادي فولغا نيجني نوفغورود.